# Port au Port West-Aguathuna-Felix Cove
Port au Port West-Aguathuna-Felix Cove é uma pequena cidade localizada na província canadense de Terra Nova e Labrador. De acordo com o censo canadense de 2016, a cidade tinha uma população de 449 habitantes.